# Tường phi
Tường phi Nữu Hỗ Lộc thị (chữ Hán: 祥妃鈕祜祿氏; 9 tháng 2, năm 1808 - 15 tháng 2, năm 1861), Mãn Châu Tương Hoàng kỳ, là một phi tần của Thanh Tuyên Tông Đạo Quang Hoàng đế.

## Thân thế
Tường phi Nữu Hỗ Lộc thị sinh vào giờ Thìn, ngày 13 tháng 1 (âm lịch) năm Gia Khánh thứ 13, xuất thân từ gia tộc đại thế gia Hoằng Nghị công phủ Nữu Hỗ Lộc của Mãn Châu Tương Hoàng kỳ. Gia tộc này là hậu duệ của Hoằng Nghị công Ngạch Diệc Đô - khai quốc công thần triều Thanh, nhà Hoằng Ngị công có 16 dòng tương ứng 16 người con trai của Ngạch Diệc Đô, tổ tiên của Tường phi xuất thân từ phòng hệ thứ 10, thủy tổ tên Ích Nhĩ Đăng (益爾登).
Ích Nhĩ Đăng từng nhậm Lĩnh thị vệ Nội đại thần (領侍衛內大臣), thừa kế "Nhị đẳng Bá" (二等伯) truyền đời, một chi đại tông tước vị. Tằng tổ phụ của Tường phi là Hằng Đức (恆德), thừa "Nhất đẳng Nam" (一等男), kiêm Tổng quản Sát Cáp Nhĩ, sinh hai con trai; con cả kế thừa tước vị, làm đến Đô thống, con thứ 2 là Tác Ninh An (索寧安), là tổ phụ của Tường phi.
Tác Ninh An tuy chỉ làm "Trung thư" (中書) trong Nội các, nhưng do dòng dõi tôn quý, cưới chái gáu của A Lỗ (阿魯) thuộc Chính Hoàng kỳ Mã Giai thị thế tộc, sinh năm con trai. Cha của Tường phi tên Cửu Phúc (久福), là con trai thứ hai của Tác Ninh An, tuy chỉ làm Lang trung (郎中), nhưng cưới cháu gái của Đôn Huệ bá Phó Lương (傅良), xuất thân từ Mãn Châu Tương Hoàng kỳ Sa Tế Phú Sát đại thế tộc. Trước mắt có thể biết, Tường phi có 5 anh em, và một chị gái, gả cho Nhàn tản Tông thất Tú Bảo (秀保), cháu trai của Thang Cổ Đại (湯古代) - con trai thứ tư của Nỗ Nhĩ Cáp Xích.
Xuất thân từ Hoằng Nghị công Nữu Hỗ Lộc thế gia, dù phòng hệ khác biệt tương quan khá lớn, nhưng với cùng một tổ tiên Ngạch Diệc Đô, Tường phi có chung một huyết thống cùng Hiếu Hòa Duệ Hoàng hậu - mẹ kế của Đạo Quang Đế và Hiếu Mục Thành Hoàng hậu - nguyên phối của Đạo Quang Đế. Trong hệ tộc, Hiếu Hòa Duệ Hoàng hậu xuất thân từ hệ thứ 6, do vậy là "Đường tỷ" (堂姐) của Tường phi; còn Hiếu Mục Thành Hoàng hậu do có bối phận lớn nhất, trở thành "Cô tổ mẫu" (姑祖母) của Tường phi.

## Hậu cung
Căn cứ tư liệu có thể tham khảo, Nữu Hỗ Lộc thị là vào năm Đạo Quang thứ 2 (1822) nhập cung, là Mãn Châu Bát kỳ tuyển tú lần thứ nhất dưới triều Đạo Quang. Cùng đợt này có Hiếu Toàn Thành Hoàng hậu Nữu Hỗ Lộc thị, Mục Đáp ứng ,Thường phi Hách Xá Lý thị cùng Trân tần Hách Xá Lý thị cùng được chọn. Bà được ban phong làm Tường Quý nhân (祥貴人), cư ngụ tại Dực Khôn cung. Căn cứ tài liệu Nội vụ phủ ghi lại, phong hiệu "Tường" có Mãn văn là 「Grgungga」, ý là "Cát tường", "Có phúc khí".
Năm Đạo Quang thứ 3 (1823), ngày 22 tháng 2 (âm lịch), chiếu dụ thăng làm Tần, là Tường tần (祥嬪). Ngày 25 tháng 11 (âm lịch), lấy Lễ bộ Thượng thư Mục Khắc Đăng Ngạch (穆克登額) làm Chính sứ, Nội các Học sĩ Đặc Ngăng Ngạch (特登額) làm Phó sứ, tiến hành sắc phong Tần. Năm thứ 4 (1824), tháng 8, chiếu dụ tấn phong Tường phi (祥妃). Sang năm thứ 5 (1825), ngày 13 tháng 1 (âm lịch), bà hạ sinh Hoàng nhị nữ.
Ngày 13 tháng 4 (âm lịch) năm đó, lấy Lễ bộ Thượng thư Uông Đình Trân (汪廷珍) làm Chính sứ, Lễ bộ Hữu Thị lang Lưu Bân Sĩ (劉彬士) làm Phó sứ, tiến hành làm Lễ sách phong. Sách văn viết:
| “                                   | 朕惟椒庭表范。柔嘉襄内职之勤。兰掖绥祺。端肃赞中宫之化。徽仪聿著。荣宠载颁。咨尔祥嫔钮祜禄氏。簪珥勖虔。珩璜纳顺。史箴协度。宣蕙问以扬芬。嫔德修型。侍萱闱而笃庆。兹仰承皇太后懿旨。晋封尔为祥妃。申之册命。尔其克迓蕃厘。用助睢麟之治。祗膺茂典。弥昭翚翟之光。钦哉。 . Trẫm duy tiêu đình biểu phạm. Nhu gia tương nội chức chi cần. Lan dịch tuy kỳ. Đoan túc tán trung cung chi hóa. Huy nghi duật trứ. Vinh sủng tái ban. Tư nhĩ Tường tần Nữu Hỗ Lộc thị. Trâm nhị úc kiền. Hành hoàng nạp thuận. Sử châm hiệp độ. Tuyên huệ vấn dĩ dương phân. Tần đức tu hình. Thị huyên vi nhi đốc khánh. Tư ngưỡng thừa Hoàng thái hậu ý chỉ. Tấn phong nhĩ vi Tường phi. Thân chi sách mệnh. Nhĩ kỳ khắc nhạ phồn li. Dụng trợ tuy lân chi trị. Chi ưng mậu điển. Di chiêu huy địch chi quang. Khâm tai. | ” |
| — Sách văn Tường phi Nữu Hỗ Lộc thị | |   |

Năm Đạo Quang thứ 9 (1829), ngày 19 tháng 10 (âm lịch), giờ Mẹo, Tường phi hạ sinh Hoàng ngũ nữ, tức Hòa Thạc Thọ Tang Công chúa. Năm thứ 11 (1831), ngày 15 tháng 6 (âm lịch), giờ Thìn, Tường phi hạ sinh Hoàng ngũ tử Dịch Thông. Khoảng năm thứ 16 (1836), giáng vị Quý nhân.
Năm Đạo Quang thứ 30 (1850), Đạo Quang Đế băng, Hàm Phong Đế kế vị, tấn tôn bà làm Hoàng khảo Tường tần (皇考祥嫔). Năm Hàm Phong thứ 11 (1861), ngày 6 tháng 1 (âm lịch), Nữu Hỗ Lộc thị qua đời tại Tị Thử Sơn Trang ở Thừa Đức, Hà Bắc, chung niên 54 tuổi. Ngày 25 tháng 2 (âm lịch), kim quan của bà đưa đến Mộ Đông lăng (慕東陵) thuộc Thanh Tây lăng để tạm an. Ngày 20 tháng 10 (âm lịch), Đồng Trị Đế nhân lý do Tường tần sinh dục Đôn Thân vương, ra chỉ tấn phong Hoàng tổ Tường phi (皇祖祥妃).
Năm Đồng Trị thứ 2 (1863), ngày 4 tháng 9 (âm lịch), giờ Thìn, chính thức làm lễ phụng an kim quan của bà vào địa cung của Mộ Đông lăng.

## Tương quan
Tường phi cùng Hiếu Toàn Thành Hoàng hậu nhập cung qua Bát Kỳ tuyển tú năm Đạo Quang thứ 2 (1822), cùng phân vị Quý nhân. Hai người ở năm Đạo Quang thứ 3 (1823) đều cùng được tấn vị, nhưng trong các chỉ dụ thì Tường phi đều phải xếp sau Hiếu Toàn Thành Hoàng hậu. Cùng đã sinh dục con gái, ở năm thứ 5 (1825) đồng thời tấn phong, Tường phi vẫn như cũ so với Hiếu Toàn Thành Hoàng hậu kém một bậc.
Xem tiền trình có thể thấy được, bên cạnh Hiếu Toàn Thành Hoàng hậu thì Tường phi cũng có thể xem là một sủng phi của Đạo Quang Đế. Tuy vậy, Tường phi xuất thân cao quý, song đối với Hiếu Toàn Thành Hoàng hậu không có gia thế, bà vẫn ở vị trí thấp hơn hẳn, điều này phản ánh sự sủng ái đặc biệt mà Đạo Quang Đế dành cho Hiếu Toàn Thành Hoàng hậu, tuy nhiên dù vô tình hay cố ý thì có lẽ cũng gây nên sự cạnh tranh nơi Tường phi. Thời gian đầu, Tường phi cùng Hiếu Toàn Thành Hoàng hậu có chút chia sẻ ân sủng, bà đã sinh cho Đạo Quang Đế 3 người con, trai gái song toàn, cộng với chỗ dựa là gia thế và mối liên kết với Hiếu Hòa Duệ Hoàng hậu, vị trí trong hậu cung của Tường phi hoàn toàn vững chắc. Thế nhưng sau đó vào năm Đạo Quang thứ 16 (1836), Tường phi bị hạ xuống là Quý nhân mà không rõ lý do. Cửu Phúc, cha của Tường phi đã bị kết tội tham nhũng trước khi bà bị hạ phong xuống Quý nhân, nhưng trong tài liệu chính thức không đề cập lý do bà bị giáng vị, nên cũng không biết đây có phải là nguyên nhân hay không.
Dã sử thường thêu dệt sự cạnh tranh giữa bà và Hiếu Toàn Thành Hoàng hậu, bởi vì thời gian nhập cung cũng như tiền trình của cả hai đều sát nút nhau, hơn nữa Đạo Quang Đế đối với Hiếu Toàn Thành Hoàng hậu sủng ái ngút trời là điều ai cũng biết, vì vậy suy luận Tường phi có sự cạnh tranh cũng không phải là không có cơ sở. Khi Hoàng nhị nữ của Tường phi hạ sinh và chết yểu, cũng không hề có một ân sủng nào tương tự Cố Luân Đoan Thuận Công chúa của Hiếu Toàn Thành Hoàng hậu. Sự "cạnh tranh" của hai bà cứ thế đi vào dã sử, đơn cử như Thanh triều dã sử đại quán (清朝野史大觀) dẫn ra giả thiết Hiếu Toàn Thành Hoàng hậu từng tính toán sinh con trước Tường phi, hòng có thể đạt ngôi Hoàng hậu. Tuy vậy đây chỉ là một câu chuyện dã sử, vì triều Thanh nội cung quản lý nghiêm ngặt, chuyện đầy tính bói toán như dự trù ngày sinh hoàn toàn chỉ là những thêu dệt phục vụ cho tiểu thuyết.

## Hậu duệ
- Hoàng nhị nữ [皇二女; 13 tháng 1 năm 1825 - 14 tháng 7 năm 1825], chết yểu.
- Thọ Tang Hòa Thạc Công chúa [壽臧和碩公主; 19 tháng 10 năm 1829 - 9 tháng 7 năm 1856], con gái thứ năm của Đạo Quang Đế. Năm thứ 21 (1841), tấn phong Công chúa. Năm thứ 22 (1842), chỉ hôn cho Ân Sùng (恩崇), ngày 3 tháng 12 hạ giá. Qua đời năm 28 tuổi.
- Hoàng ngũ tử Dịch Thông [奕誴; 23 tháng 7 năm 1831 - 18 tháng 2 năm 1889], con trai thứ năm của Đạo Quang Đế. Đem làm con thừa tự của Đôn Khác Thân vương Miên Khải. Thụy hiệu Đôn Cần Thân vương (惇勤亲王).

## Trong văn hóa đại chúng
| Phim truyền hình               | Diễn viên      | Nhân vật               |
| Mãn Thanh thập tam hoàng triều | Uyển Quỳnh Đan | Tường phi              |
| Đại Thanh hậu cung             | Y Năng Tịnh    | Nữu Hỗ Lộc Thục Ninh   |
| Vạn phụng chi vương            | Lý Tư Hân      | Nữu Hỗ Lộc Khang Tường |